# Kościół św. Michała Archanioła w Różańsku
Kościół pw. św. Michała Archanioła w Różańsku – kościół parafialny parafii św. Michała Archanioła w Różańsku.

## Opis
Kościół barokowy z kamienia i cegły, z elementami neoromańskimi, zbudowany na planie krzyża łacińskiego na początku XVIII w.; wieża o konstrukcji ryglowej zwieńczona latarnią przykrytą zdwojonymi daszkami. W południowym ramieniu transeptu empora kolatorska z XVIII w. (pochodząca z kościoła w Dolsku). Z dawnego wyposażenia zachowała się barokowa, polichromowana ambona z XVIII w., empora organowa z XIX w. i chrzcielnica. Dwa klasycystyczne ołtarze (główny i boczny) z końca XVIII w. pochodzą ze zniszczonego w 1945 r. kościoła w pobliskim Ostrowcu.

## Historia
W 1489 r. zbudowano kościół na planie prostokąta bez chóru i wieży. Spalił się on w 1734 r., w roku następnym postawiono nowy kościół z wieżą. W 1872 r. dobudowano transept i apsydę. Kościół poddano generalnemu remontowi po 1945 r., wymieniono m.in. pokrycie dachu z dachówki na blachę.